# 謝氏非洲南鱸
謝氏非洲南鱸為輻鰭魚綱卵附系葉鱸科的其中一種，也是非洲南鱸屬的唯一物種，分布於非洲象牙海岸南部至迦納南部沿岸溪流，本魚體色隨環境而多變化，體色通常為紅褐色，帶有淺棕色、深棕色條紋，背鰭硬棘15-16枚；背鰭軟條9-10枚；臀鰭硬棘4枚；臀鰭軟條6-7枚，體長可達4.2公分，棲息在水流快速的溪流底中層水域，屬肉食性，生活習性不明，可做為食用魚或觀賞魚。

## 擴展閱讀
維基物種上的相關：謝氏非洲南鱸